# الفبای مرگ
الفبای مرگ (به انگلیسی: The ABCs of Death) یک فیلم آنتولوژی کمدی ترسناک محصول ۲۰۱۲ آمریکایی تولید شده توسط تولیدکنندگان بین‌المللی و به کارگردانی فیلمسازانی از سراسر جهان است. این فیلم شامل ۲۶ فیلم کوتاه که هرکدام توسط یک کارگردان از ۱۵ کارگردان کشورهای مختلف کارگردانی می‌شود؛ و فیلم برتر در جشنواره بین‌المللی فیلم تورنتو در سال ۲۰۱۲ است.
در سال ۲۰۱۲ در جشنواره بین المللی فیلم تورنتو به نمایش درآمد. تیتراژ پایانی فیلم شامل آهنگ ۱۹۷۴ گروه استرالیایی اسکای هوکس «فیلم ترسناک» است. موفقیت مالی فیلم باعث راه اندازی مجموعه فیلم‌های هم عنوان شد، از جمله فیلم الفبای مرگ ۲ در سال ۲۰۱۴، و یک فیلم اسپین‌آف در سال ۲۰۱۶.